# Magnésie antique

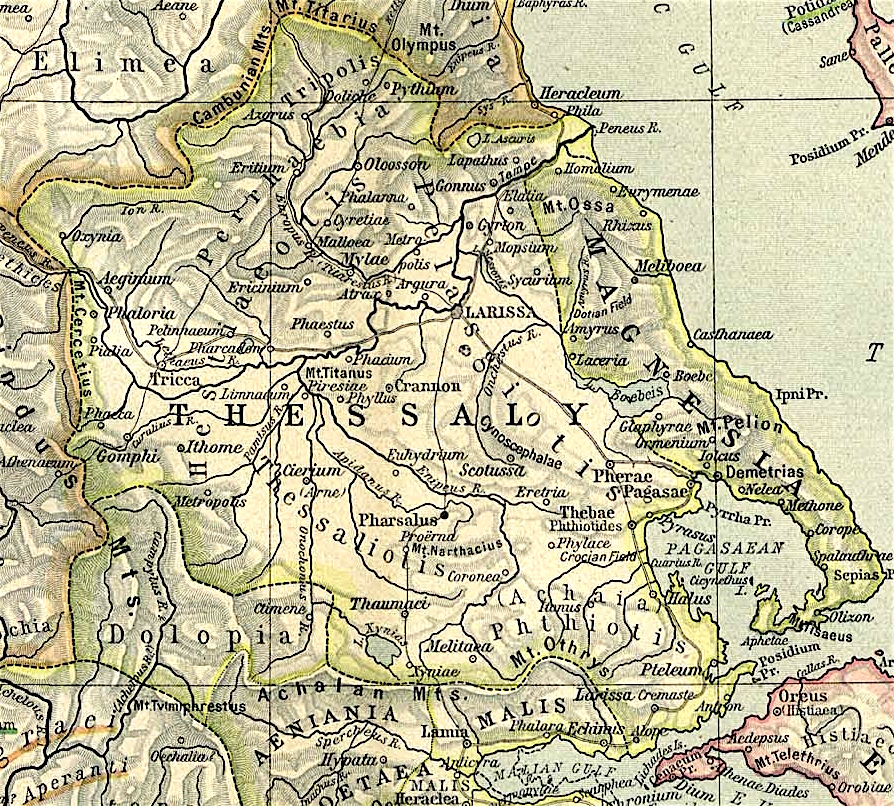
Carte de la Thessalie antique avec la Magnésie à l'est.

La Magnésie, en grec ancien Μαγνησία / Magnēsía,  est une région de la Grèce antique, finalement absorbée par la Thessalie.

## Histoire
Habitée par les Magnètes depuis l'époque mycénienne, la Magnésie est la longue et étroite bande de pays située entre les monts Ossa et Pélion à l'ouest, la mer Égée à l'est, et s'étendant de l'embouchure du fleuve Pénée au nord au golfe Pagasétique au sud. 
Les Magnètes de Thessalie auraient fondé les villes asiatiques de Magnésie du Sipyle et de Magnésie du Méandre. Les cités de Magnésie étaient : Aeson, Aphètes, Boibé, Casthanée, Cercinium, Coracae (en), Démétrias, Eurymènes (en), Glaphyrai (en), Homolium (en), Iolcos, Magnésie, Méliboia (en), Méthone (en), Mylai (en), Nelia (en), Olizon (en), Pagases, Rhizus (en), Spalathra (en) et Thaumacia. 